# Oderberg (Braniborsko)
Oderberg je městečko v zemském okresu Barnim ve spolkové zemi Braniborsko v Německu.

## Geografie
Na periferii města teče řeka Odra, která je zároveň hraniční řekou s městem Cedynia v Polsku, které však patřilo Německu do roku 1945 jako braniborské město Zehden. Město leží 16 km východně od Eberswalde a 27 km jihozápadně od města Schwedt a asi 50 km severovýchodně od hlavního města Německa – Berlína. Město a okolí je vhodné místo pro rekreaci, v místě je mnoho jezer cyklistických tras a podobně.